# Велико степениште у Калемегданском парку
Велико степениште у Калемегданском парку је најмонументалнији мотив парка Калемегдан. Налази се на југозападном делу Београдске тврђаве, на месту некадашњег бедема и скривеног пута.

## Историјат

### Конструкција
Степениште је изграђено током великог преуређења и обнове парка Калемегдан. Идејни пројекат израдио је Александар Крстић, инжењер хортикултуре и вртни дизајнер, тада шеф службе за паркове у градској управи Београда, док је главни пројекат био рад Ђорђа Коваљевског. Главни радови су завршени 1928. године. За време Другог светског рата степениште је оштећено током бомбардовања Београда у априлу 1941. године, као и касније током рата. У време када су се степенице реновирале, почело је пресељење посмртних остатака са Ташмајдана на Старо гробље. Градској управи Београда остављен је велики број надгробних плоча, па су оне употребљене за грађевинске радове у Београду, укључујући радове на путу, који велике степенице повезује са остатком тврђаве. Пут који повезује тврђаву са Доњим градом, био је у потпуности направљен од надгробних споменика, а београдски хроничар Зоран Николић именовао га је „путем бивших покојника”. Надгробни споменик коришћен је и као пиједестал оближњег споменика Победник. Упркос што је на простору Балканског полуострва била пракса да се стари материјал угради у нови, Београђани су протестовали због овог поступка. Једна од клупа у непосредној близини степеница направљена је на исти начин и на њој је било јасно видљиво име покојника Аксентија Јовановића, заједно са исклесаним крстом и лобањом.

### Након Другог светског рата
Након Другог светског рата степениште је делимично рекоструисано, а занемарено током педесетих и шездесетих година. Током осамдесетих година прорадило је клизиште и Велико степениште се у потпуности урушило, с обзиром на то да је било положено на земљану подлогу. Тада су урађена комплетно нова газишта и ограда од брачког кречњака. Ипак, тај материјал се није показао добрим и након 20 година се услед мраза разслистао. У октобру 2006. године степенице су поново обновљене, али се метод реконструкције показао као лош. Пукотине су биле испуњене цементом и вештачким каменом, који је само убрзао пуцање.
Степениште је временом све више пропадало, а нова реконструкција заказана је за лето 2016. године, да би била одложена за децембар 2017. године, а потом због недостатка финансијских средстава за децембар 2018. године. Реконструкција је коначно заказана за март 2019. године. Најављено је да ће бити замењене камене плоче, а степенице комплетно реконструисане. Ипак, када су у марту 2019. године почели радови, уместо рестаурације и поправке, степениште је разбијено и направљено ново. Поједини архитекти и историчари уметности исказали су незадовољство због овог потеза, али је Управа града Београда истакла, да је ово био једини начин обнове.
Кречњак са Брача који се налазио у степеницама замењен је кречњаком из Даниловграда. Обновљено је девет камених жардињера које су исклесане на степеништу, а направљење су од кречњака из Беле Воде.

## Архитектура
Степениште је замишљено као троделни објекат, укључујући два подручја за одмор (подест) са полукружним проширењима. Степениште је дизајнирнао у романтичарском стилу, а укључује елементе српско—византијског препорода. Краси га скултура лава који лежи, чији је аутор вајар Сретен Стојановић. Ограда степеница направљена је од пешчаног камена, а декоративна ограда уништена је током Другог светског рата.

## Галерија
- Степениште и шеталиште након реконструкције, зима 1928/29.